# Valla Jácint
Valla Jácint (1774-ig Forgáts) (Korpona, 1752. május 10. – Rózsahegy, 1814. január 9.) bölcseleti doktor, piarista áldozópap és teológiai tanár.

## Élete
Iskoláit szülővárosában végezte. 1768. október 13-án lépett a piarista rendbe Privigyén, 1770. október 14-én tette le a szerzetesi fogadalmat. Tanított az alsóbb osztályokban 1771-72-ben Korponán, midőn két évig a bölcselet és matematika, három évig pedig a teológia hallgatója volt Nyitrán. A poézist és retorikát tanította Nyitrán (1779-81 és 1783-84), Kecskeméten (1781-82), Nagykanizsán (1785-87), Szegeden (1788-89), Máramarosszigeten (1790-91), egy-egy évig Kecskeméten és Kalocsán. 1794-95-ben Szegeden a természettan és mezei gazdászat tanára volt, Nyitrán (1796-99) a dogmatikát és theologia moralist tanította.
1800-ban nyugalomba vonult Korponára, Podolinba, végül 1807-től Rózsahegyre, ahol haláláig élt. A római Arcadia-társaság tagja volt Ladonius Fideleus névvel.

## Művei
- Elegia in funere Magnifici ac spectab. Dui Joannis Beőthy comtu. Biharensi vice comitis Ordinarii, ritu immature furati anno 1786. et Ode de eiusdem morte. Nagy-Károly, 1786
- Pásztorének Tokody György urnak, mikor az oskolák második igazgatójává tétetnék. Máramaros-Sziget, 1786. Szent-Mihály havában
- Elegia ad Dnum Georg. Tokody inclyti comitatus Bihariensis substit, vicemomitem in districtu Magno-Varadinensi regii sup. direct. scholarum ac studiorum vices-gerentem anno 1786. Magno-Karolini, 1786
- Dialogus, quo poeta et echo clarissimum virum Chryst. Hannulikium... in luco Karoliensium nemosis celebrant. Uo. 1787
- Ode, Mars, et Minerva, Illustr. Dnum comitem Jos. Károlyi, de Nagy-Károly, contentione inter se facta, sibi vindicant. Uo. 1787
- Ode ad Rev. Dnum Franc. Xav. Verneda, dum terminato 25. annorum cum maxima laude, & omnium adprobatione doctrinae curriculo se ad quietem patriam conferret (Zagrabiae), 1788
- Dall Nagys. Mihályfi János ezredes úrnak holt tetemei fölött Bellónia istenasszonynak tett sopánkodásai. Szegeden, 1794. Pest, (Végén: Fidalcus Ladonicus. Tumulus Dni Joannis Mihályfi belliducis)
- Elegia ad... Paulum Páhy, districtus Canisiensis archi-presbyterum, dum... diem nominis celebraret. Hely és év n.
- Ode ad... Samuelem Szilágyi in Debreczeniensi Academia eloquentiae utriusque et metaphysicae praeceptorem. Hely és év n.

Jelentek még meg alkalmi versei az egykorú hírlapokban is, így a Magyar Hírmondóban (1793. I. 731. 1. Ének főt. Lakner József apát ur és kalocsai kanonok úr nevenapjára, zenét szerzett hozzá Bőhm Pál, ottani templomi karigazgató), a M. Kurirban (1796. I. 2. sz. Ode Manheim armis captum, 25., 37., II. 20. sz.)